# Hans Beck

Karikatuur van Hans Beck

Hans Beck (Thüringen, 6 mei 1929 - 30 januari 2009) was een Duits speelgoedontwerper. Hij is bekend geworden door zijn ontwikkeling van het Playmobilspeelgoed.

## Levensloop
Beck studeerde voor meubelmaker en werkte vanaf 1958 voor het Duitse speelgoedbedrijf Geobra Brandstätter. Hier ontwikkelde hij begin jaren zeventig het Playmobilspeelgoed met poppetjes waarvan de onderdelen konden bewegen. Een aantal eigenschappen van het speelgoed bedacht Beck nadat hij het gedrag van spelende kinderen bestudeerde: de figuurtjes hebben genoeg bewegende delen om van houding te veranderen, maar niet zo veel dat het speelgoed te ingewikkeld wordt. De lachende gezichtjes hebben geen neus, omdat die ook op kindertekeningen vaak ontbreekt.
De doorbraak voor Playmobil kwam na de oliecrisis van 1973 toen plastic te duur werd om grote speeltuigen en andere producten te maken. Brandstätter presenteerde de eerste Playmobil in 1974 op de speelgoedtentoonstelling in Neurenberg. De Nederlandse speelgoedimporteur Otto Simon kocht meteen de gehele jaarproductie op en betaalde die vooruit.
Tijdens de Expo 2000 in Hannover, de eerste Duitse wereldtentoonstelling, was Beck een van de honderd Duitsers die een standbeeld kregen.